# Ministère de la Justice et de la Sécurité publique (Nouveau-Brunswick)
Le ministère de la Justice et de la Sécurité publique fait partie du gouvernement du Nouveau-Brunswick. Il est chargé de la protection de l'intérêt public et a donc la responsabilité des assurances, des institutions financières, des pensions et des logements locatifs. 
Il a été créé en 2006 par le premier ministre Bernard Lord.

## Liste des Ministres
| Dates                              | Ministre                 | Gouvernement  |
| ---------------------------------- | ------------------------ | ------------- |
| 14 février 2006 - 3 octobre 2006   | Bruce Fitch              | Bernard Lord  |
| 3 octobre 2006 - 22 juin 2009      | T. J. Burke              | Shawn Graham  |
| 22 juin 2009 - 4 janvier 2010      | Mike Murphy              | Shawn Graham  |
| 4 janvier 2010 - 11 février 2010   | Bernard LeBlanc 1re fois | Shawn Graham  |
| 11 février 2010 - 10 mai 2010      | Kelly Lamrock (intérim)  | Shawn Graham  |
| 10 mai 2010 - 12 octobre 2010      | Bernard LeBlanc 2e fois  | Shawn Graham  |
| 12 octobre 2010 - 15 mars 2012     | Marie-Claude Blais       | David Alward  |
| 23 septembre 2013 - 7 octobre 2014 | Troy Lifford             | David Alward  |
| 7 octobre 2014 - 6 juin 2016       | Stephen Horsman          | Brian Gallant |
| 6 juin 2016 - 9 novembre 2018      | Denis Landry             | Brian Gallant |